# Flavarchaea
Flavarchaea – rodzaj pająków z infrarzędu Araneomorphae i rodziny Malkaridae. Zalicza się do niego 6 opisanych gatunków. Zamieszkują krainę australijską, głównie Australię.

## Morfologia
Pająki o ciele długości od 1,3 do 2 mm, ubarwionym kremowo, żółto lub musztardowożółto. Kształt karapaksu jest zaokrąglony w widoku grzbietowym i rombowaty w widoku bocznym. Jego części głowowa i tułowiowa są dobrze wyodrębnione. Ośmioro oczu rozmieszczonych jest w dwóch rzędach. Oczy bocznych par są perłowobiałe i stykają się. Oczy pary tylno-środkowej są perłowobiałe, szeroko rozstawione i znacznie oddalone od ciemnych oczu pary przednio-środkowej. Szczękoczułki mają na przedniej krawędzi trzy grupy tęgich zębów. W grupie PTA jest ich pięć i stykają się one z pazurem jadowym. W grupie PTB zęby są dwa lub trzy, a w grupie PTC trzy. Samce mają na szczękoczułkach listewki służące strydulacji. Warga dolna jest szersza niż długa, trójkątna w zarysie. Niewiele dłuższe niż szerokie sternum ma stępiony wierzchołek. Odnóża pierwszej pary mają na tylno-bocznej powierzchni uda zakrzywiony rządek ząbków. Kolejność odnóży od pary najdłuższej do najkrótszej to: IV, I, II, III.
Opistosoma (odwłok) w widoku od góry jest podługowato-owalna. U samców na grzbietowej powierzchni opistosomy leży skutum, które może być prostokątne lub okrągłe, różnych rozmiarów, czasem zalane z przednim sklerytem. W rejonie zaepigastrycznym obecne są skleryty, duże u samców, a małe u samic. Występują trzy pary dobrze wykształconych kądziołków przędnych. U samców ich tylno-boczna para ma po dwa gruczoły groniaste, natomiast na niej brak triad złożonych z dwóch gruczołów zagregowanych i jednego wiciowatego. Tylna para przetchlinek leży tuż przed stożeczkiem, u samca otoczona jest sklerytem kądziołków, a u samicy osobnym sklerytem.
Nogogłaszczki samca cechują się łyżkowatym cymbium oraz dużym bulbusem z kolczastym embolusem wyrastającym u jego nasady i zakrzywiającym się wokół jego przedniej krawędzi. Charakterystyczną cechą embolusa jest obecność liściokształtnego wyrostka w części odsiebnej. Wyraźne paracymbium ma krótki wyrostek wewnętrzny oraz wyrostki zewnętrzne brzuszne i grzbietowe formujące wspólnie kubeczkowatą strukturę w jego części odsiebnej. Ponad bulbusem leży zesklerotyzowana, pozbawiona urzeźbienia płytka dystalna z zakrzywioną flanką. Płytka ta ma dwie apofizy, z których retromedialna osiąga rozmaite rozmiary, a dystalna formuje konduktor. Samica ma płytkę płciową zaopatrzoną w parę grubościennych zbiorników nasiennych, od których to po jednym przewodzie zapładniającym wiedzie do jamy torebki kopulacyjnej.

## Rozprzestrzenienie
Zwierzęta te są endemitami krainy australijskiej. Pięć gatunków występuje wyłącznie na obszarze Australii kontynentalnej, dwa są endemitami Tasmanii, a jeden znany jest tylko z Nowej Kaledonii.

## Taksonomia
Rodzaj ten wprowadzony został w 2006 roku przez Michaela Rixa, który jego gatunkiem typowym ustanowił, opisanego przez siebie rok wcześniej, Pararchaea lulu. Rodzaj zaliczony został wówczas do Pararchaeidae. W 2017 roku Dimitar Dimitrow i współpracownicy na podstawie wyników analizy filogenetycznej przenieśli go do rodziny Malkaridae.
Do rodzaju tego zalicza się 8 opisanych gatunków:
- Flavarchaea anzac Rix, 2006
- Flavarchaea badja Rix, 2006
- Flavarchaea barmah Rix, 2006
- Flavarchaea hickmani (Rix, 2005)
- Flavarchaea humboldti Rix et Harvey, 2010
- Flavarchaea lofty Rix, 2006
- Flavarchaea lulu (Rix, 2005)
- Flavarchaea stirlingensis Rix, 2006